# Tempane District
Der Tempane District ist ein Distrikt in der Region Upper East Region im Nordosten Ghanas. Er entstand aus der Teilung des Garu-Tempane District. Die Hauptstadt des Distrikts ist Tempane.